# Encyclopedia Dramatica
Encyclopedia Dramatica, förkortat "ED", kan även skrivas Encyclopædia Dramatica eller Encyclopaedia Dramatica, är en wiki som bygger på olika memes, främst från 4chan. ED innehåller grova skämt om olika webbplatser, forum, internetfenomen, personer och kulturer och sätter inga egentliga gränser för personangrepp eller liknande. Den kan sägas vara Wikipedias raka motsats och har som mål att ironisera över olika världshändelser. Event och Memes beskriv på ett politiskt inkorrekt sätt.
Encyclopedia Dramatica är en wiki som bygger på samma mjukvara som Wikipedia. Den kan redigeras på samma sätt av vem som helst. Enda skillnaden är att man är tvungen att registrera ett användarkonto för att kunna redigera.

## Nedläggning och återuppståndelse
Ägaren av Encyclopedia Dramatica, Sherrod DeGrippo, bestämde sig för att lägga ner Encyclopedia Dramatica 2011, efter att ännu en gång blivit hotad med lagen som redskap, denna gång av AHRC, Australian Human Rights Commission. AHRC krävde att en rasistisk artikel om aboriginer skulle tas bort. Detta, tillsammans med andra orsaker, ledde till att ED lades ner 2011 och DeGrippo skapade en ny webbplats kallad Oh Internet, som har många likheter till Know Your Meme. Den innehåller inte den rasism, drama och personangrepp som finns på Encyclopedia Dramatica. 
En grupp Encyclopedia Dramatica-användare som var missnöjda med detta beslut återskapade ED på en ny domän, EncyclopediaDramatica.ch, vilket var möjligt tack vare att många Encyclopedia Dramatica-artiklar var arkiverade av medlemmar, och kunde därmed läggas upp igen på den nya hemsidan.